# Palazzo Requesens
Il Palazzo Requesens è un edificio che si trova nel Barri Gòtic di Barcellona.

## Descrizione
Sebbene sia stato ristrutturato e ampliato nel XV secolo, il palazzo conserva ancora la struttura originale gotica risalente al XIII secolo, periodo nel quale era il palazzo residenziale più importante di Barcellona.
L'edificio è stato costruito accanto alle mura romane, e si sviluppa attorno ad un ampio patio con delle bifore e trifore di fattura gotica e una scala aperta che conduce al piano nobile, al quale si accede attraverso una loggia con degli archi a sesto acuto. Al piano terra si trova invece un grande arco a tutto sesto che conduce in una stanza chiamata Tinellet per la sua somiglianza con il Saló del Tinell.
È sede della Reial Acadèmia de Bones Lletres de Barcelona, un'istituzione che promuove la conoscenza della storia e della letteratura catalana e ospita la Galleria dei Catalani Illustri, un'esposizione permanente di ritratti dei personaggi più famosi della storia catalana.
Nel 1975 il palazzo è stato dichiarato Bien de Interés Cultural.